# Charles Magny
Charles Paul Magny (né le 18 avril 1884 à Paris 6e, mort le 23 avril 1945 à Paris 8e) est un haut fonctionnaire français.

## Biographie
Il est le fils de Paul Magny (1854-1925), préfet puis sénateur.
Docteur en droit, il est nommé sous-préfet de Florac (1907-1908). Il est l'un des lauréats du prix Jean-Jacques-Berger en 1912 pour son ouvrage La beauté de Paris.
Il est ensuite notamment sous-préfet de Guingamp (1912), préfet de la Meuse (1924-1929), préfet de la Marne (1929-1934), directeur général de la Sûreté nationale (1934-1936). Il est nommé ministre plénipotentiaire de France en Finlande, de 1936 à 1940. Son action fut très critiquée à Paris, et il fut rappelé.
Il est préfet de la Seine de 1940 à 1942. Il met en œuvre les lois sur le statut des Juifs du régime de Vichy.
Il meurt le 23 avril 1945, le même jour que René Bouffet, son successeur à la préfecture de la Seine.

## Décorations
- Ordre du Service distingué (1918, autorisé en France en 1921)
- Croix de guerre 1914–1918 (1919)
- Commandeur de la Légion d'honneur (1934)[8]
- Grand-croix de l'ordre de la Rose blanche de Finlande (1940)